# Muchodławka ciemna
Muchodławka ciemna (Terpsiphone bedfordi) – gatunek małego ptaka z rodziny monarek (Monarchidae). Endemit Demokratycznej Republiki Konga.
SystematykaGatunek ten jako pierwszy opisał w 1907 roku William Robert Ogilvie-Grant w oparciu o okazy samca i samicy odłowione w październiku 1906 roku przez R.B. Woosnama. Autor nadał gatunkowi nazwę Trochocercus bedfordi, a jako miejsce typowe wskazał Mawambi we wschodniej części Wolnego Państwa Kongo, na wysokości około 3000 stóp (około 915 m). Obecnie gatunek zaliczany jest do rodzaju Terpsiphone. Jest to gatunek monotypowy. Niekiedy bywa uznawany za podgatunek muchodławki rdzawej (T. rufiventer); w bardzo wąskim pasie terenu, gdzie ich zasięgi występowania pokrywają się, czasami dochodzi do hybrydyzacji. Ptaki te różnią się od siebie morfologią i innymi cechami.
MorfologiaMierzy około 18 cm. Samiec jest barwy niebieskawoszarej z wyjątkiem głowy, która jest aksamitnoczarna do stalowoniebieskiej.
Zasięg występowaniaMuchodławka ciemna ma bardzo ograniczony zasięg występowania: obecna jest jedynie w dwóch osobnych obszarach położonych w północno-wschodniej i wschodniej części Demokratycznej Republiki Konga.
PożywienieŻywi się owadami, w tym: pluskwami (Hemiptera), ćmami (Lepidoptera) i konikami polnymi (Orthoptera).
StatusIUCN od 2022 roku uznaje muchodławkę ciemną za gatunek najmniejszej troski (LC, Least Concern), wcześniej klasyfikowano ją jako gatunek bliski zagrożenia (NT, Near Threatened). Liczebność populacji nie została oszacowana, a jej trend oceniany jest jako spadkowy ze względu na utratę i degradację siedlisk.